# 居扎尔格
居扎尔格（法語：Guzargues，法語發音：[ɡyzaʁɡ]）是法国埃罗省的一个市镇，属于蒙彼利埃区。

## 地理
居扎尔格（43°43'21"N, 3°55'30"E）面积11.73 平方千米，位于法国奧克西塔尼大區埃罗省，该省份为法国南部沿海省份，南濒地中海，西南接奥德省，西北接塔恩省和阿韦龙省，东北与加尔省接壤。
与居扎尔格接壤的市镇（或旧市镇、城区）包括：蒙托、阿萨斯、卡斯特里、圣马蒂厄-德特雷维耶、泰朗。

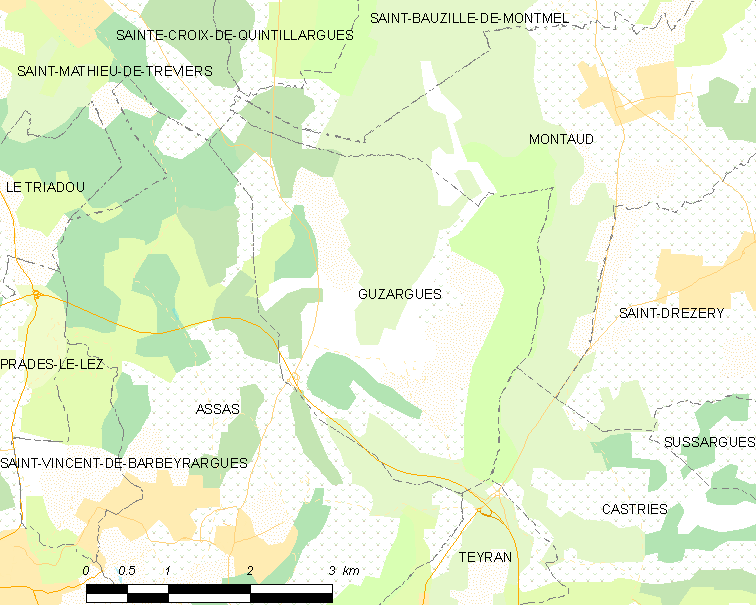
居扎尔格的OSM定位图

居扎尔格的时区为UTC+01:00、UTC+02:00（夏令时）。

## 行政
居扎尔格的邮政编码为34820，INSEE市镇编码为34118。

## 政治
居扎尔格所属的省级选区为圣热利迪费斯克县。

## 人口

1962-2008年间居扎尔格人口变化图示

居扎尔格于2022年1月1日时的人口数量为497人。